# ルイ＝ジュール・マンシーニ＝マザリーニ
ニヴェルネー公ルイ＝ジュール・マンシーニ＝マザリーニ （Louis-Jules Mancini-Mazarini, duc de Nivernais、1716年12月16日 - 1798年2月25日）は、フランスの外交官、詩人。ジュール・マザラン枢機卿の甥ヌヴェール公フィリップ・マンチーニの孫である。

## 生涯
ヌヴェール公フィリップ・ジュールと妻マリー・アンヌの子として、パリで生まれる。コレージュ・ルイ・ル・グランを卒業した。1733年のイタリア遠征、1740年のボヘミア遠征に従軍するが、自身の病弱さ故に軍務をあきらめ、政界へ入る。1748年から1752年まで駐ローマ大使、1755年から1756年まで駐ベルリン大使、そしてパリ条約締結交渉のためロンドンに駐在した。フランス革命勃発後も国内にとどまったが、全財産を失い、1793年には投獄された。ロベスピエール失脚後に解放され、1798年に亡くなった。

## 子女
1730年にポンシャトレーン伯ジェロームの末子エレーヌと結婚。2女をもうけた。
- エレーヌ（1740年 - 1780年） - ジゾール伯ルイ＝マリー・フーケ・ド・ベル＝イルと結婚
- アデライード（1742年 - 1808年） - ブリサック公ルイ・エルキュール・ティモレオンと結婚

1782年、セレスト侯ルイ（en）の娘マリー・テレーズと再婚。子供はなかった。

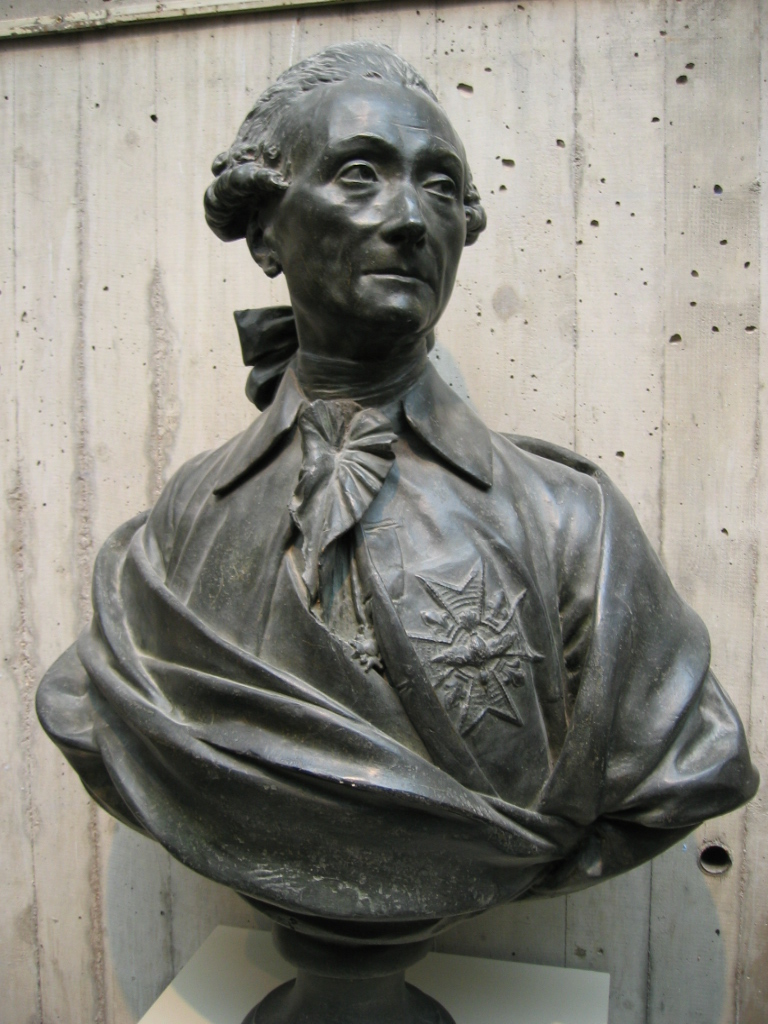
ジャン＝アントワーヌ・ウードン作のニヴェルネー公ルイ＝ジュール胸像

| 前任 ジャン＝バティスト・マティヨン | アカデミー・フランセーズ 席次4 第6代：1742年 - 1798年 | 後任 ガブリエル＝マリ・ルグヴェ |